# Abdul-Rahim Hamed
Abdul-Rahim Hamed Aufi (arab. ‏رحيم حميد‎; ur. 23 maja 1963) – iracki piłkarz, reprezentant kraju, grający na pozycji napastnika.

## Kariera klubowa
Hamed od 1982 występował w Al-Talaba. Rok później dołączył do Al-Jaish.
Wraz z zespołem sięgnął po mistrzostwo Iraqi Stars League w sezonie 1983/84. Dwukrotnie w barwach Al-Jaish zostawał królem strzelców Iraqi Stars League w sezonach 1985/86 (9 bramek) i 1986/87 (14 bramek). 
Hamed sezon 1987/88 spędził w Al-Rasheed. Zdobył z zespołem mistrzostwo Iraqi Stars League oraz Puchar Iraku. Dodatkowo po raz trzeci z rzędu został królem strzelców Iraqi Stars League z 15 bramkami na koncie.

## Kariera reprezentacyjna
Po raz pierwszy w reprezentacji zagrał w 1984. Uczestnik Igrzysk Olimpijskich 1984, na których zagrał w spotkaniu fazy grupowej z Jugosławią. 
W 1986 został powołany przez trenera Evaristo de Macedo na Mistrzostwa Świata, gdzie reprezentacja Iraku odpadła w fazie grupowej. Podczas turnieju zagrał w trzech spotkaniach z Paragwajem, Belgią i gospodarzem turnieju Meksykiem.
| Wybrane mecze i gole w reprezentacji | Wybrane mecze i gole w reprezentacji | Wybrane mecze i gole w reprezentacji | Wybrane mecze i gole w reprezentacji | Wybrane mecze i gole w reprezentacji | Wybrane mecze i gole w reprezentacji | Wybrane mecze i gole w reprezentacji |
| #                                    | Data                                 | Miasto                               | Przeciwnik                           | Gol                                  | Wynik                                | Rozgrywki                            |
| ------------------------------------ | ------------------------------------ | ------------------------------------ | ------------------------------------ | ------------------------------------ | ------------------------------------ | ------------------------------------ |
| 1.                                   | 03.08.1984                           | Annapolis                            | Jugosławia                           |                                      | 2:4                                  | IO 1984                              |
| 2.                                   | 24.03.1986                           | Ar-Rifa                              | Zjednoczone Emiraty Arabskie         | Gol                                  | 2:2                                  | Puchar Zatoki Perskiej               |
| 3.                                   | 06.04.1986                           | Ar-Rifa                              | Oman                                 | Gol · Gol · Gol                      | 3:2                                  | Puchar Zatoki Perskiej               |
| 4.                                   | 04.06.1986                           | Toluca                               | Paragwaj                             |                                      | 0:1                                  | MŚ 1986                              |
| 5.                                   | 08.06.1986                           | Toluca                               | Belgia                               |                                      | 1:2                                  | MŚ 1986                              |
| 6.                                   | 11.06.1986                           | Meksyk                               | Meksyk                               |                                      | 0:1                                  | MŚ 1986                              |
| 7.                                   | 21.09.1986                           | Daegu                                | Oman                                 |                                      | 4:0                                  | Igrzyska Azjatyckie 1986             |
| 8.                                   | 23.09.1986                           | Daegu                                | Pakistan                             | Gol · Gol                            | 5:1                                  | Igrzyska Azjatyckie 1986             |
| 9.                                   | 25.09.1986                           | Daegu                                | Zjednoczone Emiraty Arabskie         |                                      | 1:2                                  | Igrzyska Azjatyckie 1986             |
| 10.                                  | 27.09.1986                           | Daegu                                | Tajlandia                            |                                      | 2:1                                  | Igrzyska Azjatyckie 1986             |
| 11.                                  | 01.10.1986                           | Seul                                 | Arabia Saudyjska                     |                                      | 1:1                                  | Igrzyska Azjatyckie 1986             |
| 12.                                  | 09.07.1988                           | Amman                                | Tunezja                              |                                      | 1:1                                  | Puchar Narodów Arabskich             |

## Kariera trenerska
Hamed pracował w 2012 jako trener Al-Minaa. Następnie został zatrudniony przez krajowy związek piłkarski do prowadzenia drużyny Iraku do lat 20. 
Pełnił także rolę asystenta selekcjonera seniorskiej reprezentacji Iraku w latach 2015–2018 i 2019–2021.

## Sukcesy
Al-Jaish
- Mistrzostwo Iraqi Stars League (1): 1983/84
- Król strzelców Iraqi Stars League (3): 1985/86 (9 bramek), 1986/87 (14 bramek)

Al-Rasheed
- Mistrzostwo Iraqi Stars League (1): 1987/88
- Puchar Iraku (1): 1987/88
- Król strzelców Iraqi Stars League (1): 1987/88 (15 bramek)